# Загублені дівчата
«Загублені дівчата» — британський фантастичний фільм 2022 року, сценаристом та режисером якого є Лівія Де Паоліс. Це екранізація однойменному романі Лорі Фокс, натхненна Пітером Пеном 2003 року. Дія відбувається через кілька поколінь після подій оригінального роману Дж. М.Беррі, у ній досліджуються наслідки обіцянки Пена продовжувати повертатися до Дарлінгів.
Фільм вийшов у кінотеатри та на потокові платформи 17 червня 2022 року . Він отримав загалом змішані чи несхвальні відгуки.

## Актори
- Лівія Де Паоліс у ролі Венді, нащадка оригінальної Венді Дарлінг і матері Беррі.
  - Емілі Кері в ролі молодої Венді
  - Амелія Мінто в ролі маленької Венді
- Елла-Рей Сміт у ролі Беррі
  - Ава Філлері в ролі Маленької Беррі
- Джоелі Річардсон — Джейн, мати Венді та бабуся Беррі.
  - Тіллі Марсан — підліток Джейн
- Ванесса Редгрейв — Велика Нана, мати Джейн.
- Джуліан Овенден — Клейтон
- Паркер Сойєрс в ролі Адама
- Луї Партрідж в ролі Пітера Пен
- Йен Глен у ролі Крюка

## Виробництво
У вересні 2019 року було оголошено, що Лівія Де Паоліс екранізує роман Лорі Енн Фокс.
Емма Томпсон, Еллен Берстін і Гайя Уайз спочатку були призначені зніматися у фільмі разом з Де Паолісом, але в якийсь момент вони покинули проект, а їх місця зайняли Джоелі Річардсон, Ванесса Редгрейв і Елла-Рей Сміт відповідно. Джуліан Овенден, Паркер Сойєрс, Емілі Кері, Луїс Партрідж та Ієн Глен завершили акторський ансамбль.

## Прем'єра
За міжнародну дистрибуцію відповідає Myriad Pictures. Altitude купила права на фільм у Великій Британії та Ірландії.